# Erró

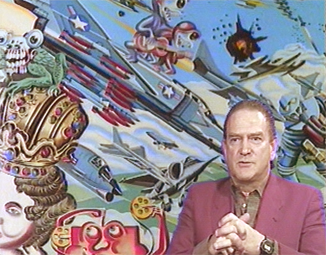
Erró 1995.

Erró, egentligen Guðmundur Guðmundsson, född 1932 i Ólafsvík, är en isländsk popkonstnär.
Han studerade vid Statens Kunstakademi i Oslo och senare vid Accademia di Belle Arti di Firenze i Florens och i Ravenna. Hans första utställning hölls i Florens 1955 och han bosatte sig i Paris 1958.
Errós verk omfattar målningar, teckningar, collage, tryck, skulpturer och film. Han sätter ofta in figurer från Eugène Delacroix, Fernand Léger, and Pablo Picasso i sina verk. Hans bilder är surrealistiska och består av allt från seriefigurer till ökända diktatorer, till exempel Kalle Anka, Piff och Puff, Adolf Hitler och Saddam Hussein. Han jämförs med andra popkonstnärer så som Roy Lichtenstein, Andy Warhol och James Rosenquist.
Errós verk finns representerade bland annat på Ludwig Museum i Budapest, Göteborgs konstmuseum, Reykjaviks konstmuseum och i Prag.